# Horie Kei
Horie Kei (堀江 慶 Horie Kei, Quật Giang Khánh) (sinh ngày 4 tháng 10 năm 1978 ở Tokyo, Nhật Bản) là một diễn viên Nhật Bản, nhà văn, nhà sản xuất phim và đạo diễn.

## Phim tham gia

### Vai diễn
2004 Ai no Sorea còn gọi là The Stormy Waves of Love; vai Kyoichi Ozaki
2003 Jisatsu Manyuaru; còn gọi là Suicide Manual; vai Police Detective Nishiyama
2003 Ju-on: The Grudge 2; as Noritaka
2001 Hyakujuu Sentai Gaoranger còn gọi là Hundred Beast Squadron Growl Ranger; vai Gaku Washio/GaoYellow
1999 Gamera 3: Awakening of Irys; vai Shigeki Hinohara

### Đạo diễn
2005 Taga Kokoro Nimo Ryu wa Nemuru
2004 Veronica wa Shinu Koto ni Shita còn gọi là Veronica Decides to Die
2004 Kisu to Kizu
2004 Shibuya Kaidan 2 còn gọi là The Locker 2
2003 Shibuya Kaidan còn gọi là The Locker
2001 Glowing, Growing

### Viết
2005 Life on the Longboard